# Orgulje u liturgiji
Orgulje imaju veliku važnost u liturgiji. Među liturgijskim dužnostima i službama Božjega naroda, Opća uredba rimskog misala (OURM) pod brojem 63 spominje i vlastitu službu orguljaša. Orgulje daje boju, svečanost i život liturgijskim slavljima, a duše molitelja uzdiže Bogu i nebeskim stvarima (SC 120).
Crkveni obred praćen orguljama pomaže duhovnom ozračju. Odlike orgulja su nježni i jednoliki zvuk, veličanstvena fluidnost, lakoća kojim se prelazi iz pianissima do najjačeg fortea, mogućnost kombiniranja registara na razne načine, različitost zvukova koji oponašaju glasove iz prirode, što orgulje čini najdostojnijim glazbalom, koje može sudjelovati u Službi, bilo da čini življim i mekšim pjevanje, bilo da ga zamiljeni ili se s njim izmjenjuje. 
Zahvaljujući "pedaljeri" te bezbrojnim i raznolikim zvučnim kombinacijama, orgulje imaju trostruko bogatstvo, nepoznato drugim instrumentima: veliku širinu, puninu akorda, boju i kolorit. Orgulje su glazbalo s puno izražajnih mogućnosti. 
Unatoč zabrani sviranja za vrijeme adventa i korizme, ipak je dozvoljeno sviranje u nedjeljama "Gaudete" i "Laetare", jer tako započinju ulazne pjesme tih dviju nedjelja.
Orgulje su glazbeni instrument u funkciji bogoslužja preko deset stoljeća. Zato s punim pravom mogu ući u definiciju sakralnosti zbog svoje bliske povezanosti s liturgijskim činina.
Vrijednost orgulja je u njihovu zvuku, koji se proizvodi na jedinstven način. Senzibilnost orguljaša ne utječe izravno na zvuk orguljskih svirala, već se ograničuje na oslobađanje akustične energije, koja poprima estetsku formu bez subjektivnog umjetnikova utjecaja i od nje je odjeljena kao što je odjeljeno duhovno od svjetovnog.
Budući da je zvuk orgulja oslobođen subjektivnih umjetnikovih doživljaja i strasti govori ljudskom duhu kao veliki glas prirode, kao jeka Stvoriteljeva glasa. Svjetovno ga ne dira dok ga duhovno uzdiže. Tako su orgulje shvatili dvojica najvećih orguljaša J.S.Bach i G. Frescobaldi.
Osim toga, orgulje imaju posebne zvučne karakteristike, koje interpretiraju zvučne ideale pojedinih europskih lingvističkih skupina:
- talijanske - prozirne Ripiene;
- francuske - zvonke Jezičnjake i oštre Kornete;
- njemačke - ozbiljne Fonde i bistre Mješalice (mixture);
- anglosaksonske - zaobljenosti Diapazona i Tube;
- španjolske - briljantne Piene i razlijeganje horizontalnih Tromba.

Sve su to raznolike sfumature jednog jedinstvenog zvučnog izražaja u službi bogoslužja: ni jedan od nabrojenih oblika u apsolutnom vrednovanju ne može se smatrati važnijim od drugoga, a da ne bi u tom slučaju povrijedio univerzalni duh kršćanstva. Međutim, svi imaju zajednički nazivnik u bitnim značajkama orguljske umjetnosti i duhovne glazbe.
Orgulje su glazbalo bogoslužja ne samo zbog svoje plemenite višetisućljetne određenosti, već i po svojim temeljnim karakteristikama. Stoga postoji razlika između liturgijskih i koncertnih orgulja, jer teško je odijeliti zvuk orgulja od atmosfere svetoga, iako se one upotrebljavaju i za koncerte izvan crkava.

## Namjena u euharistijskim slavljima
U euharistijskim slavljima crveni dokumenti namjenjuju orguljama više uloga:
- Orgulje prate i podržavaju glasove da sudjelovanje u bogoslužju učine lakšim i produbljuju jedinstvo skupa (MS br. 65)

- Kod pjevane ili čitane Mise prate zbor, soliste ili puk. same pak (kao solist) mogu svirati na početku, prije nego svećenik pristupi k oltaru, kod prinošenja darova, kod pričesti i na kraju Mise (MS br 65)

- Slično tome, orgulje kao solistički instrument mogu se koristiti na početku i na završetku ili kakvom međuigrom u liturgiji časova, u slavlju sakramenata, u Službi riječi pobožnim vježbama.

- Samo sviranje orgulja ne dopušta se u došašću, korizmi, svetom trodnevlju i na službama i misama za pokojne. (MS br 66).